# Tipp-Ex

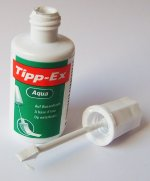
Vattenbaserad Tipp-Ex.

Tipp-Ex är ett varumärke för korrigeringsvätska/korrigeringsfärg, korrektionstejp och relaterade produkter.
Denna artikel handlar om korrektionsvätskan, som är vit till färgen och används för att måla över felaktig text på papper för att kunna skriva rätt text ovanpå färglagret. Vätskan saluförs i små plastflaskor med en pensel i korken och användes främst under den tid då skrivmaskinerna ännu inte ersatts av datorer.
En nackdel med Tipp-Ex är att färgen inte alltid håller hur länge som helst, utan kan krackelera och lossna från underlaget med tiden, vilket gör att felet framstår på nytt.
Därför lämpar sig inte Tipp-Ex-korrigering för dokument som är tänkta att arkiveras.

## Ingredienser, toxikologi, och miljöaspekter
Det organiska lösningsmedlet 1,1,1-Trikloretan användes ursprungligen som förtunnare i produkten.  Detta lösningsmedel absorberas lätt via inhalation i lungorna.  Det passerar lätt genom blod-hjärnbarriären och kan vara dödlig vid akut exponering.  1,1,1-Trikloretan är också en 'ozonförstörare', och är ett av de ämnen som är ansvarigt för att orsaka skada på jordens ozonlager.  Båda är orsak till att det inte har använts i Tipp-Ex sedan 2000, och det har blivit ersatt av alifatiska kolväten.